# فیلیپه اندرسون
فیلیپه اندرسون پریرا گومس (پرتغالی: Felipe Anderson Pereira Gomes؛ زادهٔ ۱۵ آوریل ۱۹۹۳) بازیکن فوتبال اهل برزیل است که برای‌ باشگاه لاتزیو بازی می‌کند و ۲۵۰ بازی در سری آ انجام داده است. او در تیم‌های فوتبال سانتوس، لاتزیو و وستهام یونایتدو پورتو سابقهٔ حضور دارد.